# Богушовка (Волынская область)
Богушовка (укр. Богушівка) — село в Луцкой городской общине Луцкого района Волынской области Украины.
Код КОАТУУ — 0722881003. Население по переписи 2001 года составляет 187 человек. Почтовый индекс — 45634. Телефонный код — 332. Занимает площадь 0,589 км².